# Kilchoman destilleri
Kilchoman distillery (udtales Kil-ho-man) er et skotsk whiskydestilleri, der ligger på øen Islay, der er en del af de Indre Hebrider. Kilchoman Distillery ligger på den nordvestlige del af øen tæt på Machir Bay. Det blev grundlagt i 2005 af Anthony Wills og resterne af et uafhængigt familiedrevet destilleri.
Det er det mindste destilleri på øen, men efter at have erhvervet Rockside Farm i 2015 er der igangsat en udvidelse.